# السلامة النووية في الولايات المتحدة

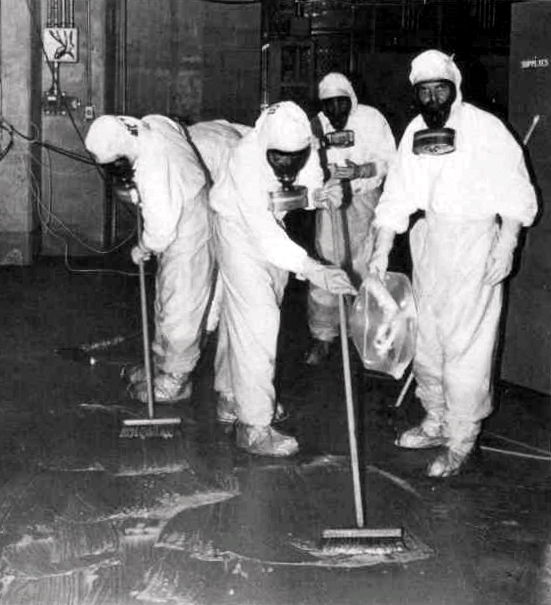

تخضع السلامة النووية في الولايات المتحدة للوائح الفيدرالية الصادرة عن اللجنة التنظيمية النووية (إن آر سي). تنظم إن آر سي جميع المصانع والمواد النووية في الولايات المتحدة باستثناء المصانع والمواد النووية التي تتحكم بها حكومة الولايات المتحدة، وكذلك تلك التي تُشغل السفن البحرية.
كانت حادثة جزيرة الثلاثة أميال عام 1979 حدثًا محوريًا أدت إلى تساؤلات حول السلامة النووية للولايات المتحدة. كان للأحداث السابقة تأثير مماثل، بما في ذلك الحريق عام 1975 في محطة براون فيري النووية وشهادات ثلاثة مهندسين نوويين معنيين بشركة جي إي في عام 1976، وأصبحوا يعرفون بمهندسي شركة جي إي الثلاثة. في عام 1981، قام العمال عن غير قصد بعكس قيود الأنابيب في مفاعلات محطة ديابلو كانيون للطاقة النووية، ما أخل بسلامة أنظمة الحماية من الزلازل، الأمر الذي زاد من تقويض الثقة بالسلامة النووية. كل هذه الأحداث التي حظيت بتغطية إعلانية جيدة، قوضت الدعم العام للصناعة النووية الأمريكية في السبعينيات والثمانينيات من القرن العشرين. في عام 2002، شهدت الولايات المتحدة الأمريكية حادثة وصفها المفوض السابق ل إن آر سي فيكتور جيلنسكي بأنها «أقرب مواجهة للولايات المتحدة مع كارثة» منذ انصهار جزيرة الثلاثة أميال في عام 1979، إذ عثر عامل في مفاعل ديفيس بيس على ثقب صدأ كبير في الجزء العلوي من وعاء الضغط للمفاعل.
أُعرب عن المخاوف الأخيرة بشأن قضايا السلامة التي تؤثر على جزء كبير من أسطول المفاعلات النووية. في عام 2012، وجد اتحاد العلماء المهتمين -الذي يتتبع قضايا السلامة الجارية في تشغيل المحطات النووية- أن «تسرب المواد المشعة يمثل مشكلة منتشرة فيما يقرب من 90 في المئة من جميع المفاعلات، وكذلك المسائل التي تشكل خطر وقوع حوادث نووية».  
بعد كارثة فوكوشيما النووية اليابانية، ووفقًا لمسح بلاك آند فيتش السنوي للمرافق الذي جرى بعد الكارثة، وجد أنه من بين 700 مدير تنفيذي من صناعة المرافق الكهربائية الأمريكية شاركوا في الاستبيان، كانت السلامة النووية هي شاغلهم الأكبر. من المرجح أن تكون هناك متطلبات متزايدة لإدارة الوقود المستهلك في الموقع ولمعالجة التهديدات المستندة على أساس التصميم المتزايدة في محطات الطاقة النووية. سيواجه تمديد التراخيص للمفاعلات القائمة تدقيقًا إضافيًا، مع تعلق نتائج التدقيق بالدرجة التي يمكن بها للمحطات تلبية المتطلبات الجديدة، ويمكن إعادة النظر في بعض التمديدات التي سبق منحها لأكثر من 60 مفاعلًا من المفاعلات الأمريكية الـ 104 العاملة. من المرجح إعادة تقييم التخزين في الموقع والتخزين المجمع طويل الأجل والتخلص الجيولوجي للوقود المستهلك «من منظور جديد بسبب تجربة حوض التخزين في فوكوشيما». 
في أكتوبر 2011، كلفت اللجنة التنظيمية النووية (إن آر سي) موظفي الوكالة بالمضي قدمًا بالتوصيات السبع من توصيات السلامة الـ 12 التي قدمتها فرقة العمل الفيدرالية في يوليو. وتشمل التوصيات «معايير جديدة تهدف إلى تعزيز قدرة المشغلين على التعامل مع فقدان كامل للطاقة، وضمان قدرة المحطات على تحمل الفيضانات والزلازل وتحسين قدرات الاستجابة للطوارئ». تستغرق معايير الأمان الجديدة مدة تصل إلى خمس سنوات حتى تُنفذ بالكامل.

## نطاق السلامة النووية
يغطي موضوع الأمان النووي ما يلي:
- بحث الحوادث أو الوقائع الممكنة أو المحتملة في المنشآت النووية وتحليلها.
- المعدات والإجراءات المصممة لمنع أن يكون لتلك الحوادث أو الوقائع عواقب وخيمة.
- الإجراءات للحد من عواقب تلك الحوادث أو الوقائع.
- حساب الاحتمالات وخطورة المعدات أو الإجراءات أو فشل الإجراءات.
- تقييم التوقيت والنطاق الممكن لتلك النتائج.
- الإجراءات المتخذة لحماية العامة في أثناء انبعاث نشاط إشعاعي.
- تنفيذ التدريب والمناورات لضمان الاستعداد في حالة وقوع حادث أو واقعة.

## مسائل متعلقة بالسلامة النووية
وفقًا لتقرير اللجنة التنظيمية النووية، فإن أكثر من ربع مشغلي المحطات النووية الأمريكية «فشلوا في إخبار المنظمين بصورة صحيحة عن عيوب المعدات التي يمكن أن تعرض سلامة المفاعل للخطر».
في فبراير 2011، أبلغت إحدى الشركات المصنعة الرئيسية في الصناعة النووية عن «خطر كبير على السلامة» محتمل مع قضبان التحكم في أكثر من عشرين مفاعلًا في جميع أنحاء الولايات المتحدة الأمريكية. وقالت شركة جنرال إلكتريك هيتاشي للطاقة النووية إنها اكتشفت تصدعًا واسعًا و«تشوهًا للمواد»، وأوصت بأنه على مفاعلات الماء المغلي التي تستخدم شفرات ماراثون لقضيب التحكم استبدالها بصورة متكررة أكثر من التوصيات السابقة. وقالت الشركة في تقريرها إلى إن آر سي، إذا لم يُعدل عمر التصميم الافتراضي، فقد «يؤدي ذلك إلى تشقق شفرة التحكم بصورة كبيرة، وإذا لم يُصحح، فقد يخلق خطرًا كبيرًا على السلامة ويعتبر حالة يمكن الإبلاغ عنها».

### تخزين النفايات المشعة
أعادت كارثة فوكوشيما النووية فتح أسئلة حول مخاطر المفاعلات النووية الأمريكية، وخاصة البرك التي تخزن الوقود النووي المستهلك. في مارس 2011، أخبر الخبراء النوويون الكونجرس أن برك الوقود النووي المستهلك في محطات الطاقة النووية الأمريكية ممتلئة أكثر مما ينبغي. يمكن أن يؤدي حريق في مجمع للوقود المستهلك إلى انبعاث نظير السيزيوم 137. يقول الخبراء إن سياسة الوقود المستهلك الأمريكية برمتها يجب إصلاحها في ضوء حادثة مفاعل فوكوشيما الأول.
مع إلغاء مستودع جبل يوكا للنفايات النووية في نيفادا، عُبّئت المزيد من النفايات النووية في براميل معدنية محكمة الغلق مليئة بالغاز الخامل. سيُخزن العديد من هذه البراميل في المناطق الساحلية أو المناطق التي تقع على ضفاف البحيرات حيث توجد بيئة تحتوي على الهواء المالح، ويقوم معهد ماساتشوستس للتقنية بدراسة كيفية أداء البرميل الخشبي الجاف المخصص للتخزين النووي في البيئات المالحة. يأمل البعض أن تُستخدم البراميل مدة 100 عام ولكن يمكن أن يحدث تصدع متعلق بالصدأ في غضون 30 عامًا أو أقل. يقول روبرت ألفاريز، المسؤول السابق في وزارة الطاقة الذي أشرف على قضايا نووية، إن التخزين باستخدام برميل خشبي جاف مخصص للتخزين النووي سيوفر تخزينًا أكثر أمانًا حتى يُبنى مستودع نووي دائم ويصبح جاهزًا للعمل، ولكن هذه العملية ستستغرق عقودًا.
في أماكن مثل محطات مين يانكي وكونيتيكت يانكي ورانشو سيكو، لم تعد المفاعلات تعمل، ولكن الوقود المستهلك يبقى في صوامع صغيرة من الخرسانة والصلب، وتتطلب هذه الصوامع الصيانة والمراقبة من قبل قوة حراسة. في بعض الأحيان يمنع وجود النفايات النووية إعادة استخدام المواقع من قبل الصناعة.
دون حل طويل الأمد لتخزين النفايات النووية، ما يزال تحقيق النهضة النووية في الولايات المتحدة غير محتمل. تسع دول لديها «حظر صريح على محطات طاقة نووية جديدة حتى ظهور حل التخزين».
يجادل بعض المدافعين عن الطاقة النووية بأن على الولايات المتحدة تطوير المصانع والمفاعلات التي ستعيد تدوير بعض الوقود النووي المستهلك. (إعادة تدوير الوقود النووي المستهلَك ليست سياسة الولايات المتحدة الحالية) لكن لجنة الشريط الأزرق حول المستقبل النووي لأميركا قالت في عام 2012 إنه «ما من تقنية موجودة مناسبة لهذا الغرض، نظرًا إلى اعتبارات التكلفة وخطر انتشار الأسلحة النووية».